# 窪川健造
窪川 健造（くぼかわ けんぞう、1930年2月10日 - 2015年8月6日）は、日本の映画監督。主にテレビドラマの演出として活躍した。

## 経歴

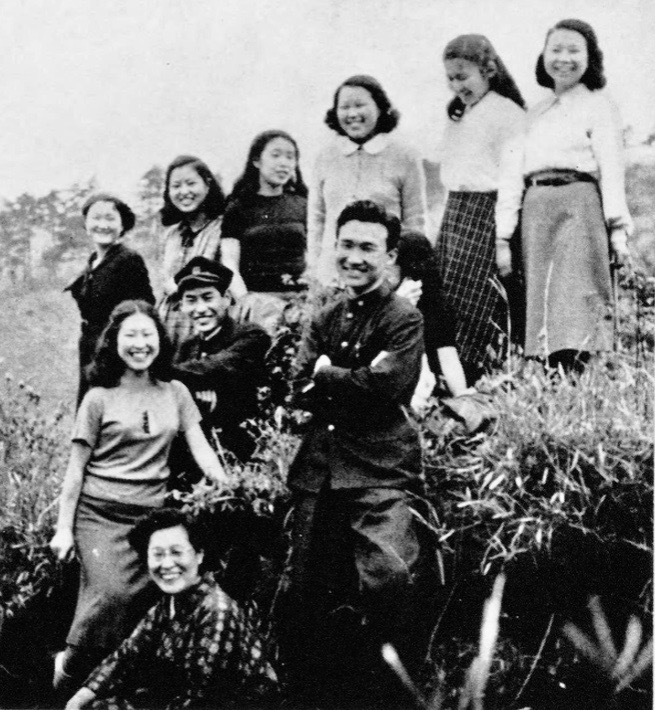
母親の佐多稲子、窪川健造、妹の佐多達枝。「北多摩文学」のメンバーとともに。1950年撮影。

1930年に文芸評論家の窪川鶴次郎と作家の佐多稲子の長男として生まれる。
1953年、東京大学仏文学科卒。近代映画協会にて吉村公三郎、新藤兼人両氏に師事。『原爆の子』(1952年)に助監督として参加する。
映画監督デビューは松川事件の被告の家族を描いた『手をつないで』(1960年)。
専らフリーの立場でテレビ映画の監督として従事。テレビドラマ『チャコとケンちゃん』『木枯し紋次郎』『鉄平と順子』『放浪記』『剣客商売』などの演出を手掛けた。1978年放送の東海テレビ製作フジテレビ系ドラマ『雪山讃歌・ある青春〜立てた!滑れた!』で第1回赤十字映画祭テレビ映画部門最優秀賞。
2015年8月6日に骨髄異形成症候群のため東京都新宿区の自宅で死去。墓所は八王子市の富士見台霊園。

## フィルモグラフィー

### 映画
- 手をつないで（1960年、近代映画協会）- 監督
- わらし子とおっかあたち（1962年、共同映画社）- 監督
- チャコとケンちゃん（1969年、東映）- 監督

### 主なテレビドラマ
- チャコねえちゃん（1967年〜1968年、TBS）- 最終回(第52話)などを演出
- チャコとケンちゃん（1968年〜1969年、TBS）- チャコちゃんシリーズの最終作
- 木枯し紋次郎（1972年、フジテレビ）- 第1シリーズの第4話と第13話を演出
- 鉄平と順子（1972年〜1973年、日本テレビ）- 全15回の放送のうち7回を演出
- 陽はまた昇る（1973年、フジテレビ）- 全11回の放送のうち5回を演出
- 剣客商売（1973年、フジテレビ）- 秋山大治郎役を加藤剛、秋山小兵衛役を山形勲が演じたシリーズ
- 放浪記（1974年、TBS）- 全40回の放送のうち半分を演出
- 雪山讃歌・ある青春～立てた!滑れた!（1978年、東海テレビ）- 単発ドラマ、第1回赤十字映画祭テレビ映画部門最優秀賞作品
- 愛とおそれと（1980年、TBS）- 実母である作家、佐多稲子の同名小説『愛とおそれと』をドラマ化したもの

## 随筆
- 『母・佐多稲子を送りて』(中央公論 1999年2月号)
- 『女文学者の「家」』(新日本文学 1999年5月号)
- 『墓前に佇ちて ─ 母・佐多稲子の映画往来』(新日本文学 2004年5月号)、のちに論集『佐多稲子と戦後日本』(2005年、七つ森書館刊)に再集録

## 参考資料
- テレビドラマデータベース